# Leon Hendrickx
Leon Hendrickx (Borgerhout, 12 december 1900 - Brasschaat, 24 mei 1990) was een Belgisch diamantair en politicus voor Gemeentebelangen en vervolgens de CVP.

## Levensloop
Hendrickx groeide op in een Antwerps diamantairsgezin. Op 20-jarige leeftijd trad hij in zijn vaders voetsporen en hij werd hij eveneens actief in de diamantnijverheid. In deze hoedanigheid was hij in 1973 mede-stichter van de Hoge Raad voor de Diamant (HRD), waarvan hij tevens de eerste voorzitter werd. Omstreeks 1942 vestigde hij zich met zijn gezin te Brasschaat.
Daarnaast was hij politiek actief. Bij de gemeenteraadsverkiezingen van 1958 was hij kandidaat op de kieslijst Gemeentebelangen. Hij werd verkozen tot gemeenteraadslid en vervolgens aangesteld - in opvolging van Jules Velge - als burgemeester van Brasschaat, een mandaat dat hij uitoefende tot 1976. Bij de stembusgang van 1964 was hij kandidaat op de CVP-lijst, evenals in 1970. In 1958 behaalde hij 376 voorkeurstemmen, in 1964 overtuigde hij persoonlijk 1503 kiezers en in 1970 ten slotte behaalde hij 1431 naamstemmen. Onder zijn bestuur werden tal van infrastructuurwerken uitgevoerd, waaronder ook de bouw van een (openlucht)zwembad (dat naar hem werd vernoemd), rusthuis Prins Kavelhof en het Vesaliusziekenhuis. Hij werd als burgemeester opgevolgd door Lode Bertels.
In Brasschaat bevindt zich aan het zwembad een boom die ter ere van hem werd aangeplant. Hendrickx ontving onder meer de eretekens van commandeur in de Leopoldsorde, officier in de Kroonorde en ridder in de Orde van Leopold II. Zijn uitvaartplechtigheid vond plaats op 31 mei 1990 in de Sint-Antonius Abtkerk te Brasschaat. Hij werd begraven in het familiegraf op de begraafplaats van Berchem.